# Palizada
Palizada là một đô thị thuộc bang Campeche, México. Năm 2005, dân số của đô thị này là 8290 người.